# Loed van Bussel
 (août 2025).
Motif : Incertitude sur le respect du critère de notoriété: peu de sources en l'état, pas de pages dans d'autres langues, même dans sa langue maternelle
- Archive Wikiwix
- Bing
- Cairn
- DuckDuckGo
- E. Universalis
- Gallica
- Google
- G. Books
- G. News
- G. Scholar
- Persée
- Qwant
- (zh) Baidu
- (ru) Yandex
- (wd) trouver des œuvres sur Wikidata

| 1. | Préciser le motif de la pose du bandeau. | Précisez le motif de la pose du bandeau en utilisant la syntaxe suivante : {{admissibilité à vérifier\|date=août 2025\|motif=remplacez ce texte par le motif}}                       |
| 2. | Informer les utilisateurs concernés.     | Pensez à avertir le créateur de l'article, par exemple, en insérant le code ci-dessous sur sa page de discussion : {{subst:avertissement admissibilité à vérifier\|Loed van Bussel}} |

Loed van Bussel, né en 1935 et mort le 13 mars 2018 à Amsterdam est un marchand d'art et mécène néerlandais spécialisé dans l'art tribal africain. Il est considéré comme l'une des figures marquantes du commerce européen de l'art ethnographique et était particulièrement actif à Amsterdam.

## Vie et œuvre
Loed van Bussel est né en 1935 aux Pays-Bas. Sa passion pour l'art africain s'est développée très tôt et l'a conduit à entreprendre de nombreux voyages sur le continent africain, où il noue des liens étroits avec des artistes et des collectionneurs locaux. À Amsterdam, il a fondé au fil des décennies une galerie de renom spécialisée dans l'art tribal, qui a acquis une reconnaissance internationale,.

## Influence et héritage
En plus de son activité de marchand, van Bussel est un fervent soutien des musées ethnographiques et des expositions. Des parties de sa collection ont été mises à disposition du Musée Horniman à Londres ainsi que d'autres musées internationaux. Son décès le 13 mars 2018 à l'âge de 82 ans a suscité une vive émotion dans le monde spécialisé. Il laisse derrière lui un héritage important dans le domaine de l'art africain et est considéré comme l'un des pionniers de la valorisation et de l'étude scientifique de l'art tribal en Europe,,,,,.